# Абсолютна нула
Абсолютната нула е най-ниската теоретично възможна температура по скалата на Келвин, която едно тяло може да има. Това състояние се характеризира с нулева ентропия – спира движението на атомите и молекулите. Абсолютната нула съответства на 0 K, -273,14 °C или -459,67 °F. Счита се, че на практика е недостижима. Въпреки това в лабораторни условия са постигнати температури до около 0,000001 K, при които се проявяват квантовите ефекти като свръхпроводимост и свръхфлуидност, а и въвеждането на петото агрегатно състояние, наречено Бозе-Айнщайнова кондензация.
Температури, които се измерват спрямо абсолютната нула, се наричат абсолютни и се изразяват в келвини (K). При нея топлинното движение на градивните частици на веществото достига своя минимум, макар че то никога не спира напълно заради Принципа на Хайзенберг. Минималната температура на космоса е около 2,725 K, което се дължи на реликтовото излъчване във Вселената.
Първият учен, който споменава възможността за абсолютен студ, е Робърт Бойл през 1665 година. Идеята е доразвита от Гийом Амонтон и Йохан Хайнрих Ламберт. Около два века по-късно лорд Келвин подхожда към идеята от съвсем нов ъгъл и през 1848 година въвежда абсолютната нула като независима от което и да е вещество и само на базата на термодинамичните закони.